# Stelling van Chen

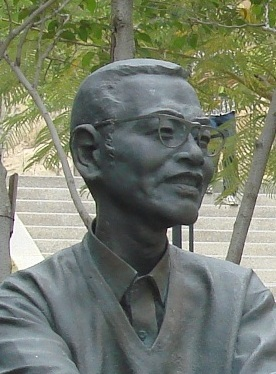
Chen Jingrun

In de getaltheorie, een deelgebied van de wiskunde, beweert de stelling van Chen dat elk voldoende groot even geheel getal kan worden geschreven als de som van ofwel twee priemgetallen of een priemgetal en een semipriemgetal (het product van twee priemgetallen).

## Geschiedenis
De stelling werd in 1966 bewezen door Chinese wiskundige Chen Jingrun. In 1973 kwam hij met verdere details over het bewijs. Zijn oorspronkelijk bewijs werd door P.M. Ross vereenvoudigd. De stelling van Chen is een grote stap in de richting van een bewijs voor het vermoeden van Goldbach en een opmerkelijk resultaat van de zeefmethoden.
De stelling van Chen is een versterking van een eerder resultaat van Alfréd Rényi, die in 1947 had aangetoond dat er een eindige K bestaat zodat elk even getal kan worden geschreven als de som van een priemgetal en het product van maximaal K priemgetallen.

## Verdere ontwikkelingen
In 1973 publiceerde Chen een artikel waarin hij twee verdere resultaten beschreef met bijna identieke bewijzen. Zijn stelling I over het vermoeden van Goldbach werd hierboven al vermeld. Zijn stelling II is een resultaat over vermoedens over het voorkomen van priemtweelingen. Het beweert dat als {\displaystyle h} een positief even geheel getal is, er oneindig veel priemgetallen {\displaystyle p} zijn, zodanig dat {\displaystyle p+h} ofwel een priemgetal ofwel het product van twee priemgetallen is.
Ying Chun Cai bewees in 2002 het onderstaande:
Er bestaat een natuurlijk getal {\displaystyle N} zodanig dat elk even geheel getal {\displaystyle n} groter dan {\displaystyle N} de som is van een priemgetal kleiner dan of gelijk aan {\displaystyle n^{0{,}95}} en een geheel getal dat uit ten hoogste twee priemfactoren bestaat.

### Voetnoten
1. ↑  Chen, J.R. (1966). On the representation of a large even integer as the sum of a prime and the product of at most two primes. Kexue Tongbao 11 (9): 385–386.
2. 1 2  Chen, J.R. (1973). On the representation of a larger even integer as the sum of a prime and the product of at most two primes. Sci. Sinica 16: 157–176.
3. ↑  Ross, P.M. (1975). On Chen's theorem that each large even number has the form (p1+p2) or (p1+p2p3). J. London Math. Soc. (2) 10,4: 500–506  issue=4.
4. ↑   Cai, Y.C. (2002). Chen's Theorem with Small Primes. Acta Mathematica Sinica 18 (3): 597–604.

### Boeken
- Melvyn B. Nathanson, Additive Number Theory: the Classical Bases, vol. 164, Graduate Texts in Mathematics, Springer-Verlag, 1996, ISBN 0-387-94656-X, hoofdstuk 10
- Yuan Wang, Goldbach conjecture, World Scientific, 1984, ISBN 9971-966-09-3